# 金井俊夫
金井 俊夫（かない としお、生没年不詳）は、昭和初期に活躍した日本の俳優、コメディアン。

## 経歴・人物
「エノケン一座」に所属し、榎本健一主演の映画に三枚目役として出演した。
1940年の『エノケンの孫悟空』での沙悟浄の役が一番有名であるが、この作品を最後に、出演した映画は確認されていない。
すでに故人と推定されるが、没年・死因は不明である。

## 出演映画
- エノケンのちゃっきり金太（1937年、P.C.L.）
- エノケンの風来坊（1938年、東宝映画東京） - 武士
- エノケンの鞍馬天狗（1939年、東宝映画東京） - 右近の用人
- エノケンの頑張り戦術（1939年、東宝映画東京） - 子供誘拐犯人
- エノケンのワンワン大将（1940年、東宝映画東京） - 雲州
- エノケンの孫悟空（1940年、東宝映画東京） - 沙悟浄